# Zweifelbach
Der Weiler Zweifelbach ist ein Ortsteil von Reinstädt im Saale-Holzland-Kreis in Thüringen.

## Geografie
Zweifelbach liegt im Reinstädter Grund südlich der Kreisstraße 208 von Kahla in Richtung Blankenhain. Der Kugel- und Hopfenberg liegen südlich der Feldmark und begrenzen bewaldet die Gemarkung des Weilers. Nördlich des Ortes verläuft im Tal der Reinstädter Bach.

## Geschichte
Am 18. November 1344 wurde das Dorf urkundlich erstmals genannt.
Nach der deutschen Wiedervereinigung schlossen sich die Bauern der Agrargenossenschaft Reinstädter Grund e.G. an.

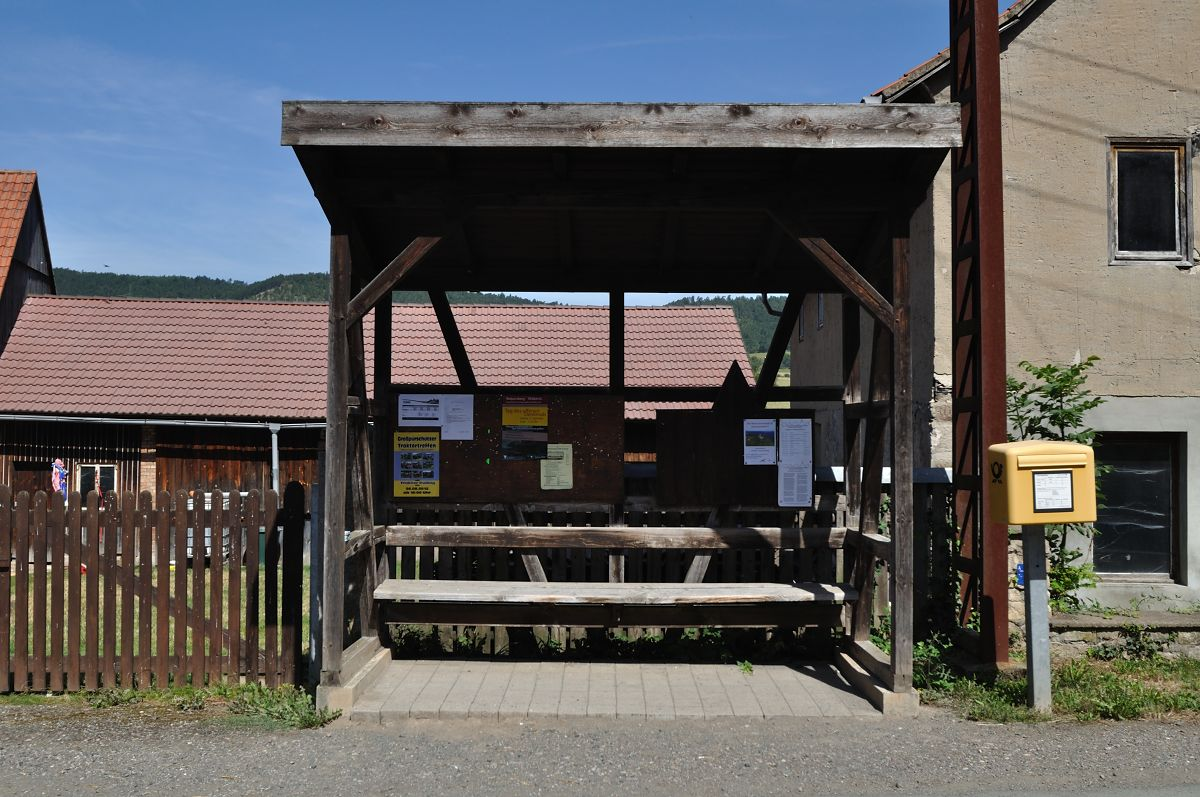
Die Milchbank im Zentrum
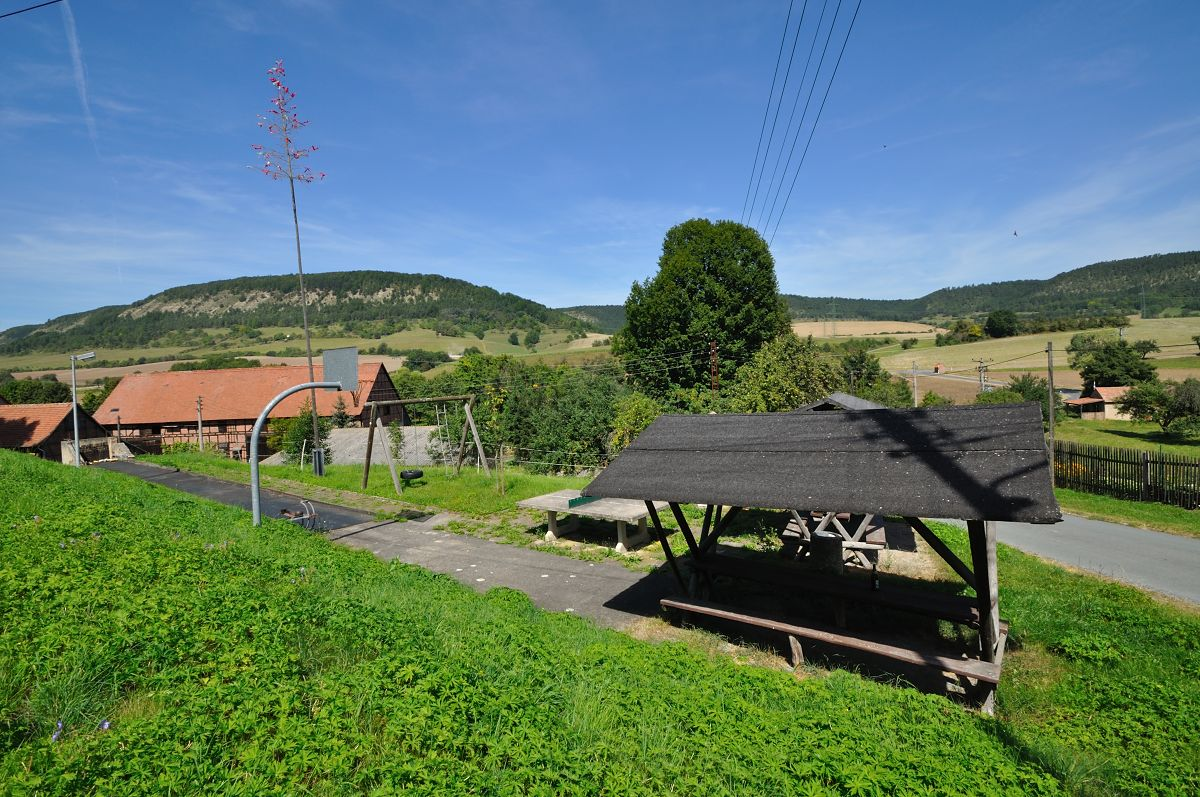
Die Kegelbahn
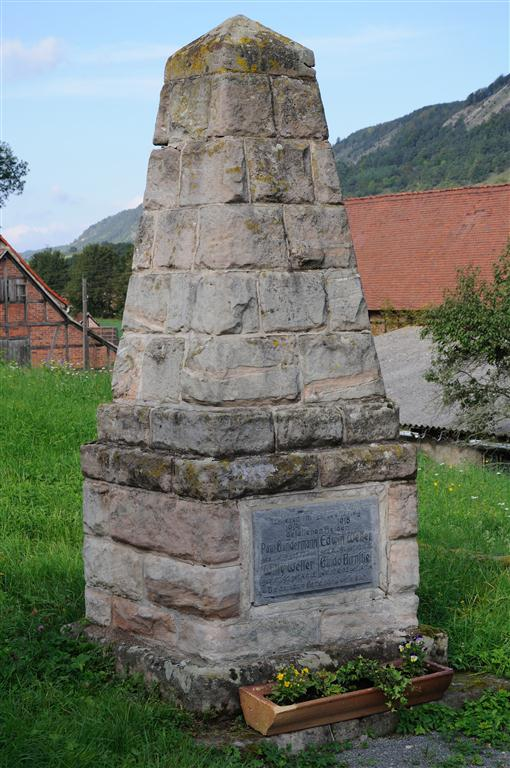
Kriegerdenkmal auf der Kegelbahn